# Karsten Brannasch
Karsten Brannasch (Altdöbern, 17 agosto 1966) è un bobbista tedesco.

## Biografia
Ai XVII Giochi olimpici invernali (edizione disputatasi nel 1994 a Lillehammer, Norvegia) vinse la medaglia d'oro nel Bob a quattro con i connazionali Harald Czudaj, Olaf Hampel e Alexander Szelig, partecipando per la nazionale tedesca.
Il tempo totalizzato fu di 3:27,78, con differenza minima rispetto alla nazionale svizzera e all'altra nazionale tedesca (medaglia di bronzo), 3:27,84 e 3:28,01 i loro tempi.